# Jazīrat as Sīnīyah
Jazīrat as Sīnīyah (arabiska: جزيرة السينية) är en ö i Förenade Arabemiraten.   Den ligger i emiratet Umm al-Qaywayn, i den nordöstra delen av landet, 180 kilometer nordost om huvudstaden Abu Dhabi.
Trakten runt Jazīrat as Sīnīyah är ofruktbar med lite eller ingen växtlighet.  Trakten runt Jazīrat as Sīnīyah är ganska tätbefolkad, med 54 invånare per kvadratkilometer.